# آدینامیا
آدینامیا (به انگلیسی: Adynamia) به معنای ضعف یا کمبود نیرو یا قدرت به دلیل یک وضعیت پاتولوژیک است. اغلب با طیف وسیعی از بیماری‌های عصبی مانند مولتیپل اسکلروزیس (ام اس) و ضایعات لوب میانی- فرونتال (پیشانی) همراه است. ممکن است اپیزودیکال، ارثی یا دوره ای باشد (همه انواع کد G72.3 ICD-10-CM هستند).